# شکار انسان‌های سرگردان
 شکار انسان‌های سرگردان (انگلیسی: Hunt for the Wilderpeople) یک فیلم به کارگردانی تایکا وایتیتی است که در ۲۲ ژانویه ۲۰۱۶ از سوی مدمن انترتینمنت منتشر شد. از بازیگران آن می‌توان به سام نیل، ریس داربی، ریچل هاوس و تایکا وایتیتی اشاره کرد.